# Montenoison
Montenoison (nivernais Montenéon ou Montenoyon) est une commune française située dans le département de la Nièvre, en région Bourgogne-Franche-Comté.

## Géographie
Le village est implanté en plein cœur de la Nièvre, à 12 km au nord-est de Prémery (par la route), à 40 km au nord-est de Nevers et à 50 km au sud-est de Cosne-Cours-sur-Loire, son chef-lieu d'arrondissement. Montenoison fait partie de la Communauté de communes Les Bertranges.
Les 120 habitants du village vivent sur une superficie totale de 16 km73 avec une densité de 7,2 habitants par km². On les appelle les Montenoisennais.

### Climat
Pour des articles plus généraux, voir Climat de la Bourgogne-Franche-Comté et Climat de la Nièvre.
En 2010, le climat de la commune est de type climat des marges montargnardes, selon une étude du Centre national de la recherche scientifique s'appuyant sur une série de données couvrant la période 1971-2000. En 2020, Météo-France publie une typologie des climats de la France métropolitaine dans laquelle la commune est exposée à un climat océanique altéré et est dans la région climatique  Centre et contreforts nord du Massif Central, caractérisée par un air sec en été et un bon ensoleillement. 
Pour la période 1971-2000, la température annuelle moyenne est de 10,6 °C, avec une amplitude thermique annuelle de 15,7 °C. Le cumul annuel moyen de précipitations est de 988 mm, avec 13,3 jours de précipitations en janvier et 8,8 jours en juillet. Pour la période 1991-2020, la température moyenne annuelle observée sur la station météorologique de Météo-France la plus proche, « Premery », sur la commune de Prémery à 8 km à vol d'oiseau, est de 11,1 °C et le cumul annuel moyen de précipitations est de 911,1 mm. 
La température maximale relevée sur cette station est de 40,5 °C, atteinte le 11 août 2003 ; la température minimale est de −15,1 °C, atteinte le 26 janvier 2007,,. 
Les paramètres climatiques de la commune ont été estimés pour le milieu du siècle (2041-2070) selon différents scénarios d'émission de gaz à effet de serre à partir des nouvelles projections climatiques de référence DRIAS-2020. Ils sont consultables sur un site dédié publié par Météo-France en novembre 2022.

## Urbanisme

### Typologie
Au 1er janvier 2024, Montenoison est catégorisée commune rurale à habitat très dispersé, selon la nouvelle grille communale de densité à sept niveaux définie par l'Insee en 2022.
Elle est située hors unité urbaine et hors attraction des villes,.

### Occupation des sols
L'occupation des sols de la commune, telle qu'elle ressort de la base de données européenne d’occupation biophysique des sols Corine Land Cover (CLC), est marquée par l'importance des territoires agricoles (70,6 % en 2018), une proportion identique à celle de 1990 (70,6 %). La répartition détaillée en 2018 est la suivante : 
prairies (38,5 %), terres arables (30,4 %), forêts (29,4 %), zones agricoles hétérogènes (1,7 %). L'évolution de l’occupation des sols de la commune et de ses infrastructures peut être observée sur les différentes représentations cartographiques du territoire : la carte de Cassini (XVIIIe siècle), la carte d'état-major (1820-1866) et les cartes ou photos aériennes de l'IGN pour la période actuelle (1950 à aujourd'hui).

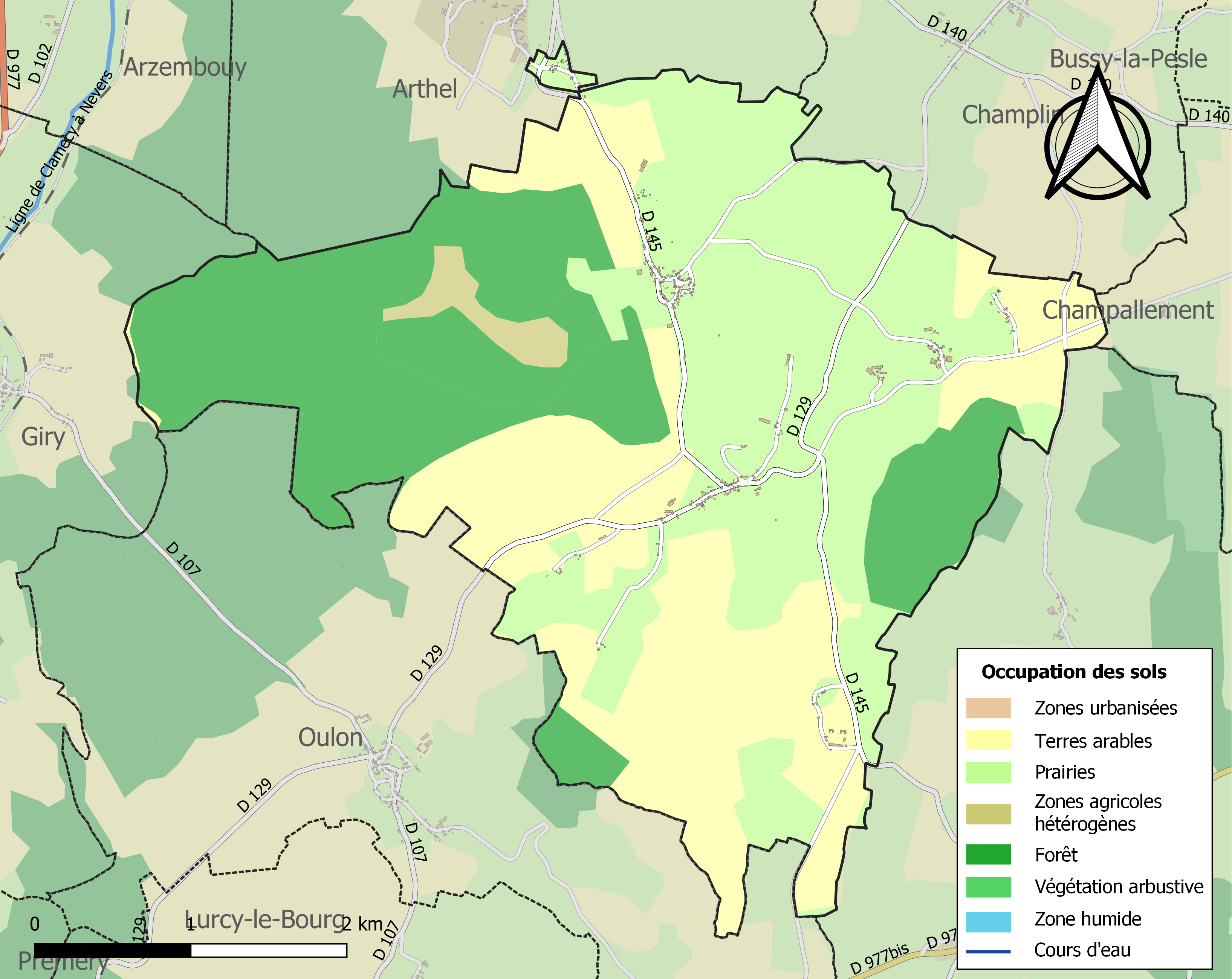
Carte des infrastructures et de l'occupation des sols de la commune en 2018 (CLC).

## Toponymie
La première mention connue du nom de la commune remonte à 1097 : Castellum Montis Onesii.

## Histoire
Du Moyen Âge au XIXe siècle, les habitants ont eu le droit (coutume) d'exploiter certaines ressources des forêts. L'année 1917-1918, l'archiviste départemental signale dans son rapport annuel au préfet qu'à la mairie, « les vieux actes énumérant les droits des habitants dans les bois ont été reliés en un volume intitulé Usages de Montenoison ».

## Politique et administration
| Période                                  | Période | Identité        | Étiquette | Qualité  |
| ---------------------------------------- | ------- | --------------- | --------- | -------- |
| 2001                                     | 2008    | Jacques Mazet   |           | Retraité |
| 2008                                     | 2014    | Jacques Mazet   |           | Retraité |
| 2016                                     | 2020    | Bernard Ouraeff |           | Retraité |
| Les données manquantes sont à compléter. |         |                 |           |          |

## Démographie
L'évolution du nombre d'habitants est connue à travers les recensements de la population effectués dans la commune depuis 1793. Pour les communes de moins de 10 000 habitants, une enquête de recensement portant sur toute la population est réalisée tous les cinq ans, les populations de référence des années intermédiaires étant quant à elles estimées par interpolation ou extrapolation. Pour la commune, le premier recensement exhaustif entrant dans le cadre du nouveau dispositif a été réalisé en 2008.

En 2022, la commune comptait 124 habitants, en évolution de +1,64 % par rapport à 2016 (Nièvre : −3,28 %, France hors Mayotte : +2,11 %).
| 1793 | 1800 | 1806 | 1821 | 1831 | 1836 | 1841 | 1846 | 1851 |
| ---- | ---- | ---- | ---- | ---- | ---- | ---- | ---- | ---- |
| 587  | 524  | 677  | 796  | 778  | 758  | 894  | 844  | 841  |

| 1856 | 1861 | 1866 | 1872 | 1876 | 1881 | 1886 | 1891 | 1896 |
| ---- | ---- | ---- | ---- | ---- | ---- | ---- | ---- | ---- |
| 819  | 793  | 771  | 709  | 692  | 670  | 639  | 618  | 591  |

| 1901 | 1906 | 1911 | 1921 | 1926 | 1931 | 1936 | 1946 | 1954 |
| ---- | ---- | ---- | ---- | ---- | ---- | ---- | ---- | ---- |
| 516  | 464  | 420  | 361  | 299  | 289  | 268  | 270  | 247  |

| 1962 | 1968 | 1975 | 1982 | 1990 | 1999 | 2006 | 2008 | 2013 |
| ---- | ---- | ---- | ---- | ---- | ---- | ---- | ---- | ---- |
| 226  | 205  | 141  | 161  | 125  | 122  | 124  | 125  | 122  |

| 2018 | 2022 | - | - | - | - | - | - | - |
| ---- | ---- | - | - | - | - | - | - | - |
| 120  | 124  | - | - | - | - | - | - | - |

## Culture locale et patrimoine

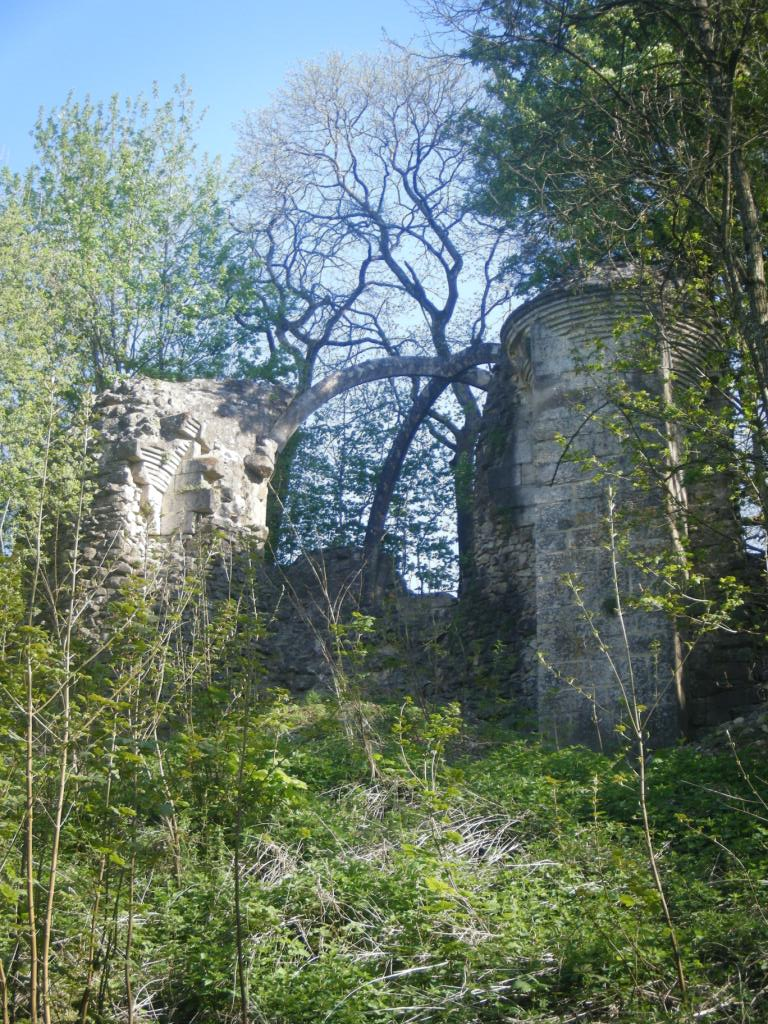
Ruines de la butte de Montenoison.

### Lieux et monuments
En 2018, la commune compte un monument inscrit à l'inventaire des monuments historiques et un élément classé à l'inventaire des objets historiques.
- Château des Comtes de Nevers, du XIIIe siècle, dont il reste la croisée d'ogive d'une tour et les vestiges de deux tourelles attenantes.  Classé MH (1929)[21] (l'inscription 1090 est fantaisiste).
- Église Notre-Dame, située sur la butte. Elle est attenante au cimetière, dans un enclos paroissial ; son clocher carré date du XVIe siècle ; la cloche de 1623 est classée  Inscrit MH (1927)[22].
- Chapelle Saint-Jean-Baptiste, édifiée dans les dépendances du presbytère à la fin des années 1920 puis agrandie en 1934[23],[24].
- Butte de Montenoison, butte-témoin (altitude 417 mètres) visible à plus de 30 kilomètres à la ronde. Occupée depuis le Néolithique, elle se situe au croisement de deux voies romaines. Au XIIe siècle, Mahaut de Courtenay, comtesse de Nevers, y fit construire le château, aujourd'hui ruiné. Le classement aux Monuments historiques du château a été élargi à tout le site en 1937. De nos jours, on trouve sur la butte :
- une motte féodale, surmontée d'un calvaire et d'une table d'orientation ;
- un sentier botanique.

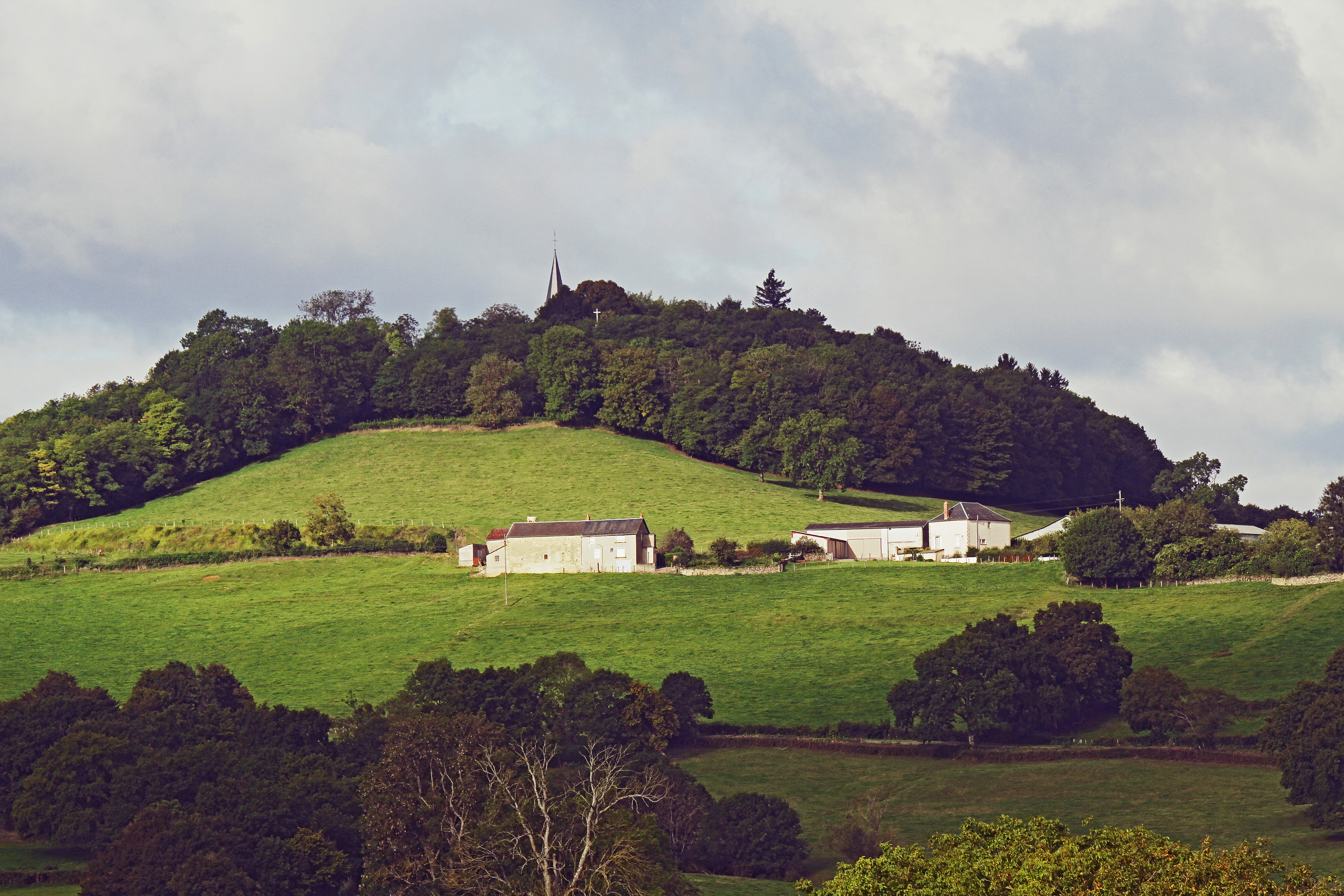
La butte vue depuis Marciges.
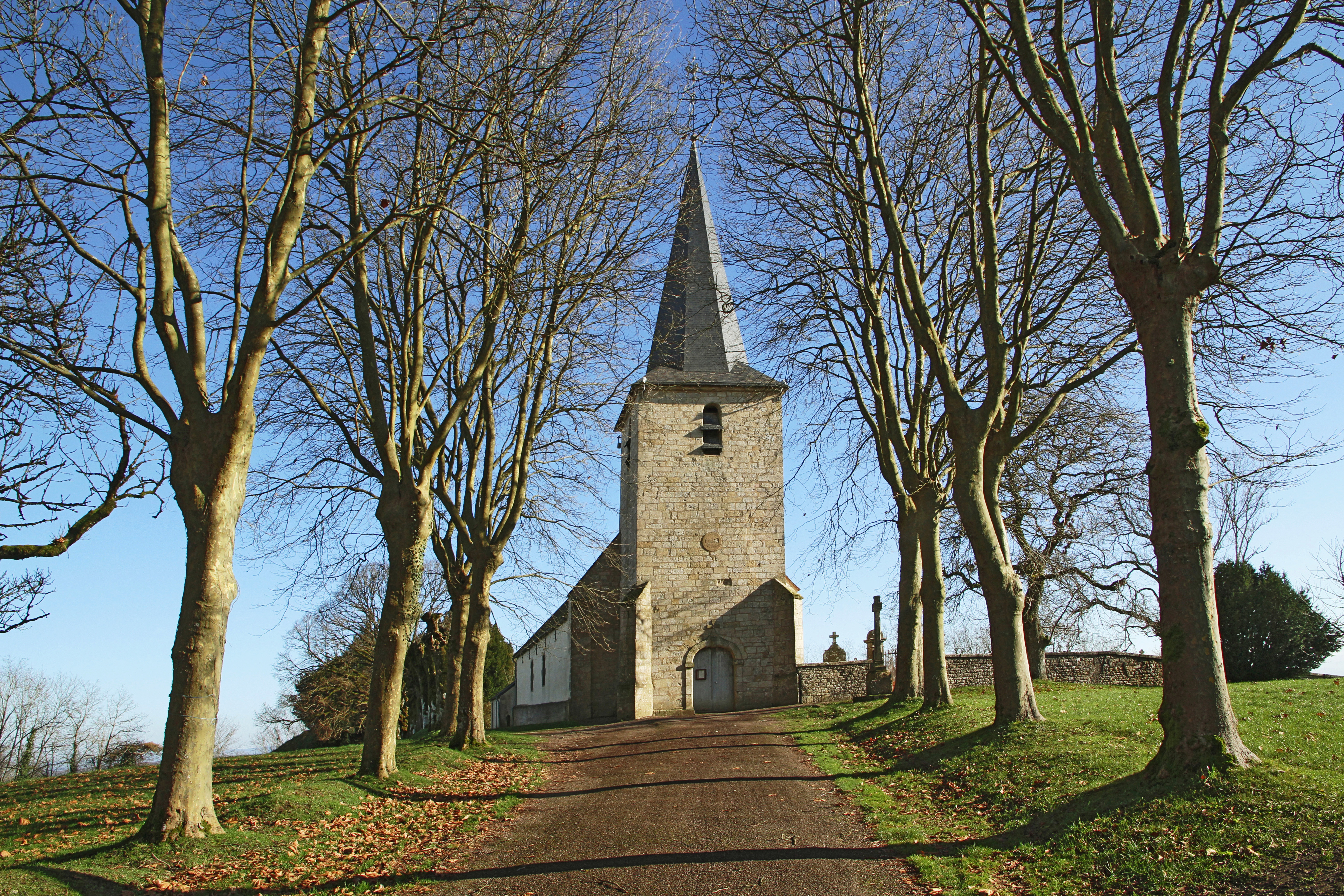
L'allée menant à l'église.
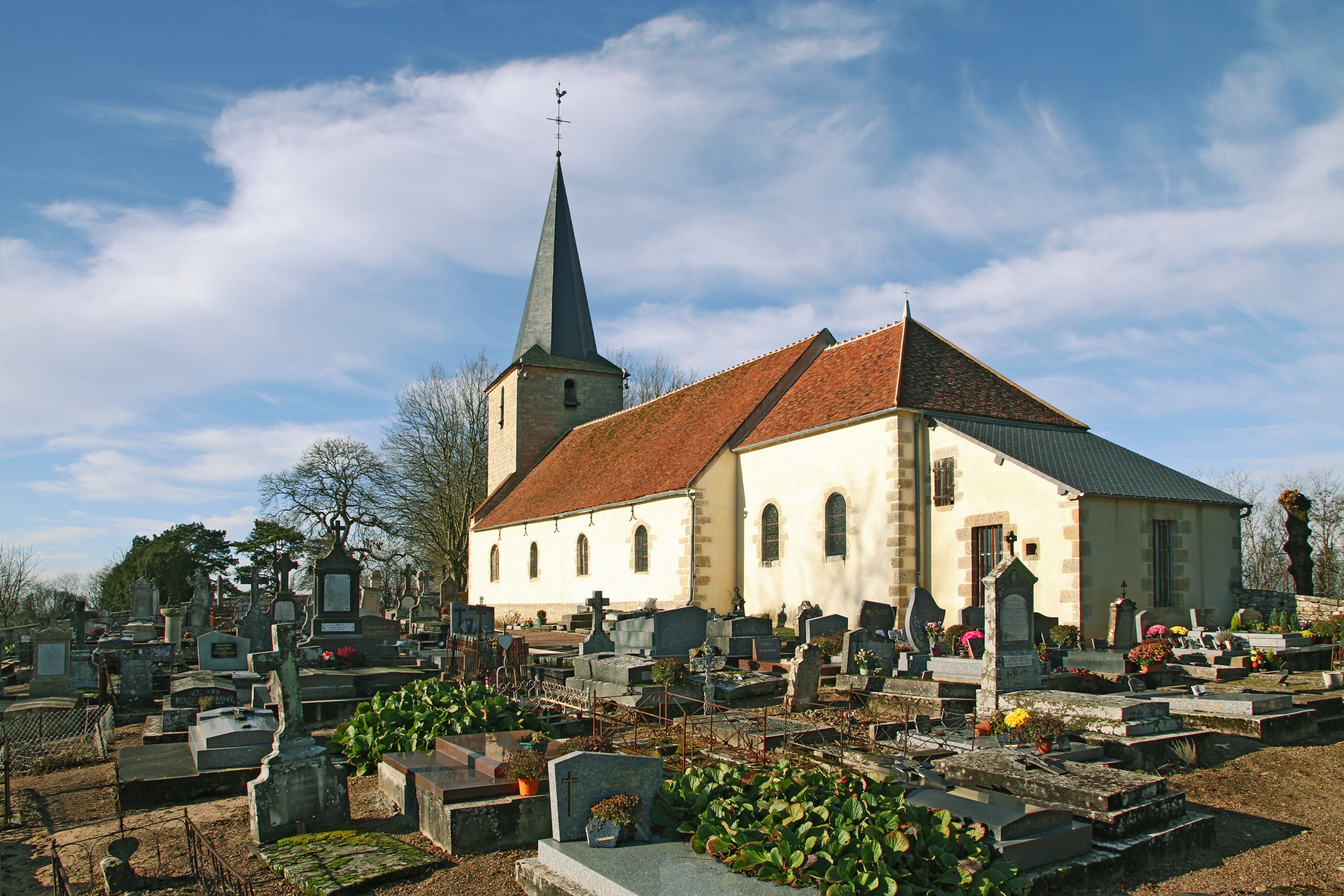
L'église et le cimetière attenant.
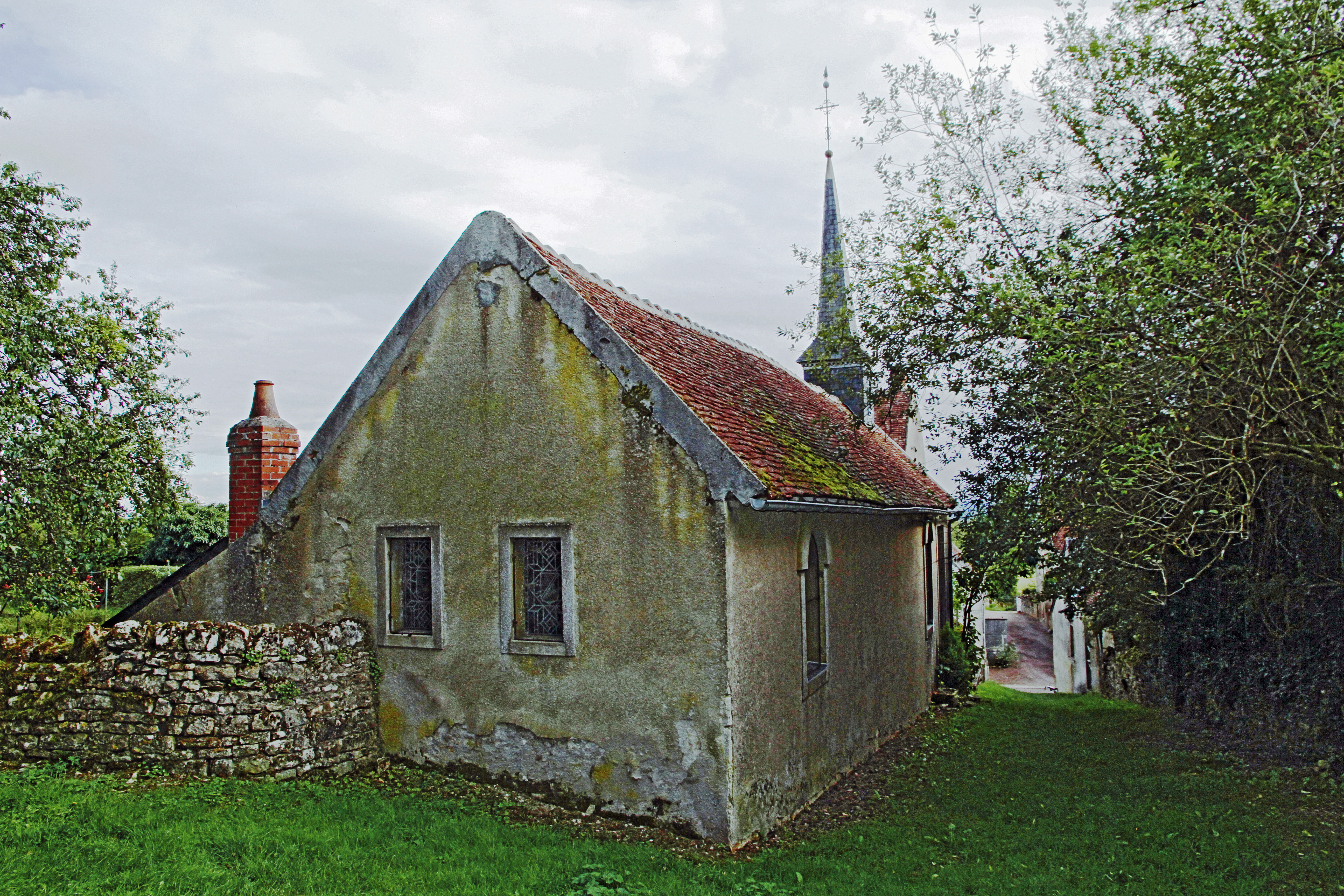
La chapelle.
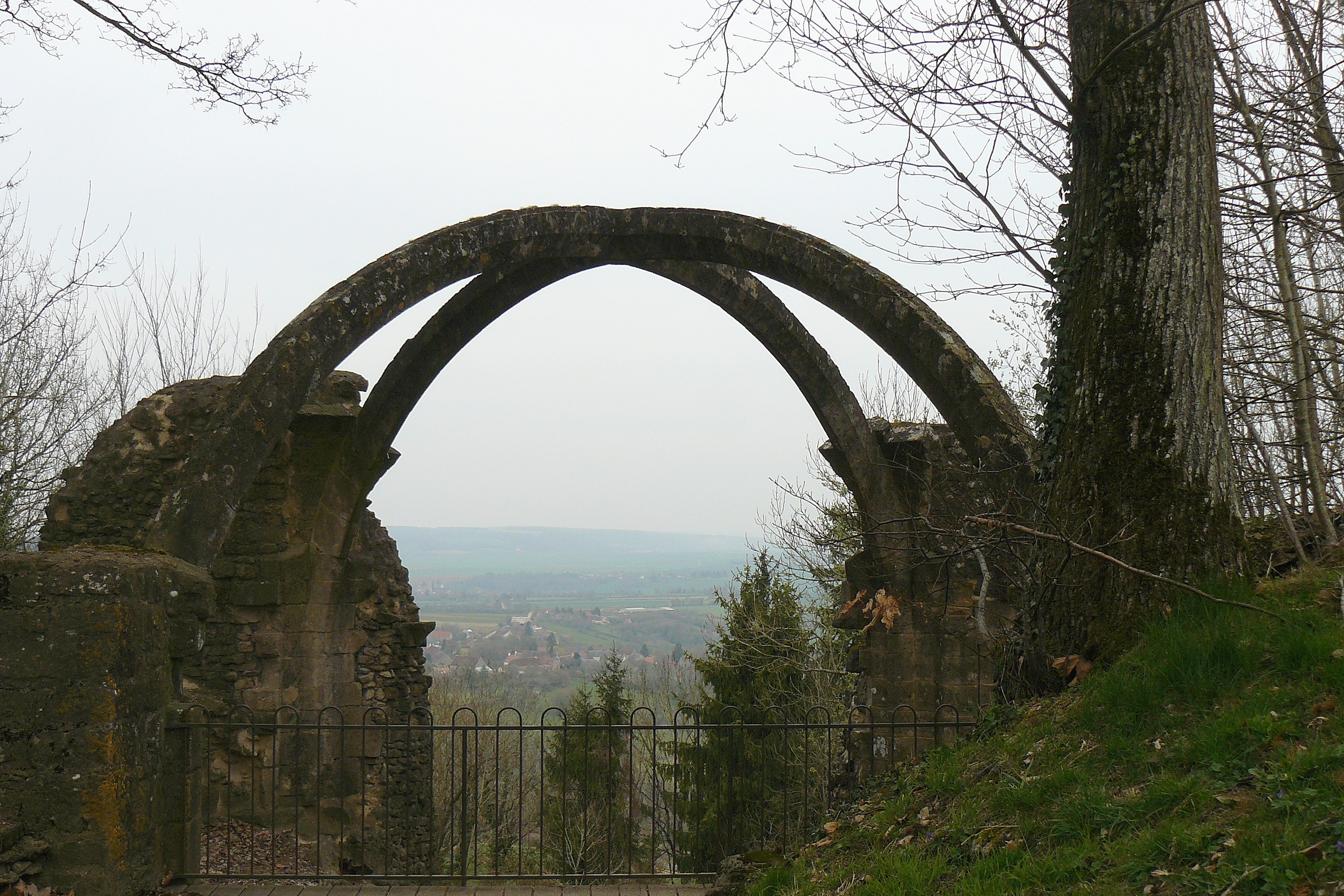
Les ruines du château.
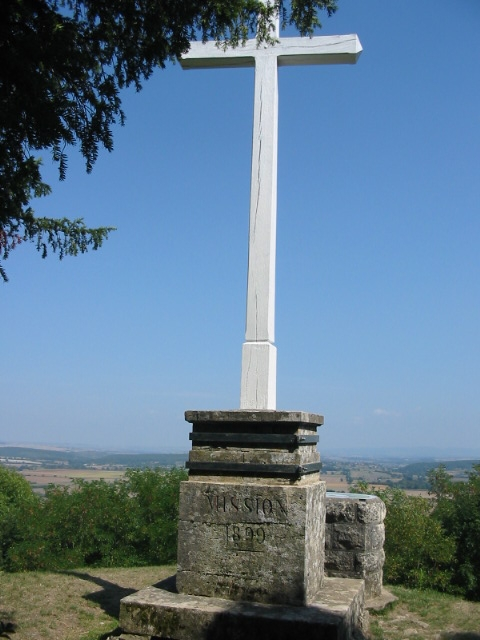
Le calvaire.
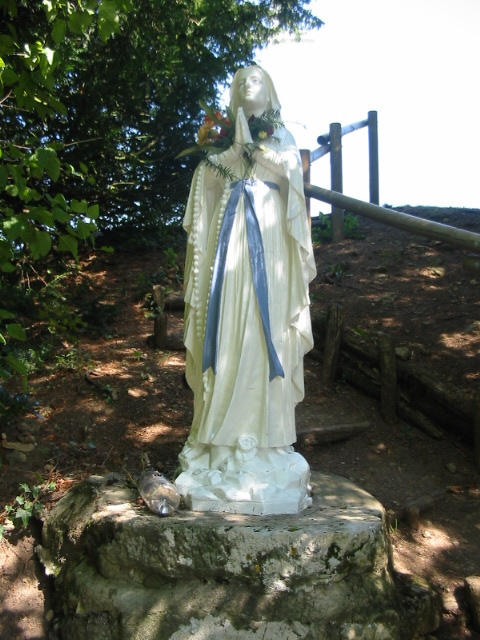
Une statue.